# Federación de Baloncesto de Puerto Rico
Der Puerto-ricanische Basketballverband ist der offizielle Basketballverband in Puerto Rico. Er hat seinen Sitz in San Juan.

## Geschichte und Aufgaben
Der Verband ist seit 1957 Mitglied der Fédération Internationale de Basketball (FIBA) und damit auch Mitglied der FIBA Amerika. Präsident des Verbandes ist zur Zeit Yum E. Ramos Perales. Sein Generalsekretär ist Edmundo Baez Rivera.
Der Verband ist für die Organisation, Leitung und Entwicklung des Basketballsports in Puerto Rico verantwortlich. Der Verband vertritt den Basketballsport gegenüber Behörden sowie nationalen und internationalen Sportorganisationen. Zusätzlich verteidigt der Verband auch die moralischen und materiellen Interessen des Puerto-ricanischen Basketballs.
Der Verband organisiert die Nationale Meisterschaft und ist für die Puerto-ricanische Basketballnationalmannschaft und die Puerto-ricanische Basketballnationalmannschaft der Damen verantwortlich.

## Fakten zum Verband
| Kriterium               | Fakten              |
| ----------------------- | ------------------- |
| Gründungsjahr           | 1955                |
| Jahr des FIBA-Beitritts | 1957                |
| Kontinental Verband     | FIBA-Amerika        |
| Sitz des Verbandes      | San Juan            |
| Präsident               | Yum E.Ramos Perales |
| Generalsekretär         | Edmundo Baez Rivera |
| Höchste Liga            |                     |
| Sonstiges               |                     |